# Agalina-Gletscher
Der Agalina-Gletscher (bulgarisch ледник Агалина lednik Agalina) ist ein 4,8 km langer und 2,9 km breiter Gletscher an der Danco-Küste des Grahamlands auf der Antarktischen Halbinsel. Auf der Pefaur-Halbinsel liegt er östlich des Poduene-Gletschers und westlich des Krapez-Gletschers und mündet mit nördlicher Fließrichtung zum einen in die Graham-Passage und zum anderen in die Salvesen Cove.
Die bulgarische Kommission für Antarktische Geographische Namen benannte ihn 2010 nach einer Landspitze an der bulgarischen Schwarzmeerküste.